# Stiernhielm
Stiernhielm och von Stjernhjelm var en svensk adelsätt, utdöd på manslinjen 2001.
De äldsta genealogiska uppgiferna om denna släkts ursprung, som förde en sexuddig stjärna i sitt vapen, finns i vasakungarnas genealog Rasmus Ludvigssons omfattande släktanteckningar i Riksarkivet. Han uppger att släktens stamfar hette Olof Nilsson, och ska ha inkommit till Sverige från Danmark. Denne har inte kunnat beläggas i samtida källor, men hans söner Markvard, Olof och Hans Olofssöner omnämns tillsammans 1473 vid lagmanstinget på Kopparberget i Dalarna, och dessa tre är stamfäder för varsin gren av den lågfrälse släkt som på grund av vapenbilden brukar kallas Stjärnasläkten vid Kopparberget. 1700- och 1800-talets okritiska adelsgenealogier, och fortfarande i Elgenstiernas ättartavlor över den introducerade svenska adeln, påstår att släkten än ska härstamma från en dansk riksdrots i början av 1300-talet eller ett norskt riksråd i mitten av 1400-talet, alternativt ha sitt urspung i den dansk-skånska ätten Kyrning som förde en stjärna i sitt vapen. Dessa uppgifter saknar dock annan grund än gissningar utifrån namnlikhet eller missuppfattningar om vapenlikhet, och ska förstås utifrån den tidens vilja att förbättra ätten Stiernhielms ursprung.
En av de ovannämnda bröderna, Markvard Olofsson förde i sitt vapensigill en sexuddig stjärna och skrev sig till Kniva i Vika socken i Kopparbergslagen, vilket har förklarats med att han gifte sig med Barbro, dotter till bergsfogden på Kopparberget Erik Bengtsson (två oxhorn) i Kniva. Denne har oriktigt i äldre litteratur påståts ha tillhört ätten Oxenstierna, något som avvisats av modern historieforskning. Av deras barn skrev sig Olof Markvardsson till Kniva. Han var 1543 domare över Dalarna och gift med Kerstin Andersdotter, en syster till riksråden Knut och Axel Andersson (Lillie af Ökna), vars mor tillhörde Svinhufvudsläkten. Deras son Markvard Olofsson (död ca 1598) i Kniva var bergsman vid Kopparberget och gift med Cecilia Gregersdotter (lejon). Deras son Olof Markvardsson (död 1647) var kronans fogde i Österdalarna och bergsman i Diskarvet, en av gårdarna i Kniva, Vika socken. Hans hustru Cecilia Mattsdotter var bergsmansdotter från Gammelgården i Kniva.
Olof Markvardsson och Cecilia Mattsdotter blev föräldrar till den välkände skalden och ämbetsmannen Georg Stiernhielm (1598–1672), som adlades 1631 och upptog vid introduktion på riddarhuset 1632 namnet Stiernhielm och sina förfäders vapenbild, den sexuddiga stjärnan. I sköldebrevet, som kallas för en renovation av adelskapet, står att Jöran Olufsson (som hans namn skrevs före adlandet) givit till känna att han hade härkomst av adlig stam, såsom ättling i sjätte led från "Oluff Oluffsson till Hössö, Biskop Ottos Broder".
Georg Stiernhielm var en mångkunnig man som bland annat var riksantikvarie och diktare. Han var gift med Cecilia Bure, en dotter till kyrkoherden Laurentius Buræus i Gråmunkeholmens församling i Stockholm som i sin tur var bror till Anders Bure, Olof Bure och Jonas Bure; Cecilia tillhörde emellertid inte de adlade grenarna av Buresläkten. Makarna fick en dotter, Cecilia, som gifte sig med lagmannen Johan Sylvius (lagman). Hon var hans tredje hustru och de fick inga barn. Ätten Stiernhielm fortlevde med två bröder till henne, kapten Johan Markvard och assessor Georg Otto Stiernhielm.
Den förre av dessa, Johan Markvard, var gift med en Silfversparre och de fick många döttrar. Två söner gick i utländsk tjänst och avled barnlösa utomlands. En annan son, Georg Eric Stiernhielm, gift med en Rehbinder, fick bara ett barn. Denne gick i livländsk tjänst när Livland erövrades av Ryssland, vars gren 1747 introducerades på Riddarhuset där med namnet von Stjernhjelm. En medlem av denna gren introducerades på Estlands riddarhus 1909 med samma namn. Enligt uppgift ska denna baltiska gren utslocknat på svärdssidan 2003 med Nils von Stjernhjelm (f. 1916). En annan gren av den äldre ätten utgick från Otto Johan Stiernhielm som var officer i Bergsbataljonen. Hans hustru var friherrinnan Cronstierna. Parets äldste son gick i fransk tjänst och avled barnlös varmed han slöt den i Sverige boende ätten på svärdssidan år 1767. En dotter var gift med löjtnant Anders Philip nr 242.
Den yngre ättegrenen utgick från den ovan nämnde assessor Georg Otto Siernhielm. Hans hustru var Anna Graan, dotter till Johan Graan och Elisabeth Bure. Paret fick bara ett barn, dottern Hedvig (född 1673).